# نادیا فریرا
نادیا تامارا فریرا (متولد ۱۰ مه ۱۹۹۹) یک مدل لباس پاراگوئه ای و دارنده عنوان مسابقه زیبایی است که تاج میس یونیورس پاراگوئه ۲۰۲۱ را به دست آورد. فریرا به عنوان میس یونیورس پاراگوئه، نماینده پاراگوئه در میس یونیورس ۲۰۲۱ بود، جایی که به عنوان نایب قهرمانی رسید.
فریرا به عنوان یک مدل، اولین بار در سال ۲۰۱۸ پس از انتخاب برای شرکت در نمایش F/W 2018 برای کوستو بارسلونا در هفته مد نیویورک، مورد توجه قرار گرفت. او از آن زمان در هارپرز بازار، کاسموپولیتن، آفیسیل و راب ریپورت سنگاپور ظاهر شده‌است. فریرا پس از شرکت در برنامه تلویزیونی در سال ۲۰۱۵ که در آن شرکت کنندگان صدای خوانندگان مشهور مانند تیلور سویفت و ویولتا را اجرا می‌کردند، به یک شهرت محلی تبدیل شد.
او در ۱۳ مه ۲۰۲۲ با مارک آنتونی نامزد کرد آنها در ۲۸ ژانویه ۲۰۲۳ ازدواج کردند. در ۱۴ فوریه، روز ولنتاین، این زوج اعلام کردند که منتظر اولین فرزند خود هستند.